# Buellia rosellotincta
Buellia rosellotincta är en lavart som först beskrevs av William Nylander och som fick sitt nu gällande namn av Edvard Vainio 1901. 
Buellia rosellotincta ingår i släktet Buellia och familjen Caliciaceae. Inga underarter finns listade i Catalogue of Life.